# Sobór Przemienienia Pańskiego w Benderach
Sobór Przemienienia Pańskiego – prawosławny sobór w Benderach, w dekanacie benderskim eparchii tyraspolskiej i dubosarskiej Mołdawskiego Kościoła Prawosławnego.

## Historia
Cerkiew została wzniesiona dla upamiętnienia zwycięstwa Rosjan nad Turkami i przyłączenia Besarabii do Rosji. W 1814 dowództwo wojsk inżynieryjnych stacjonujących w twierdzy w Benderach zdecydowało o urządzeniu esplanady oddzielającej twierdzę od miasta. Na terenie przyszłej esplanady znajdowały się cerkwie św. Mikołaja i Zaśnięcia Matki Bożej, które podczas przenoszenia na nowe miejsce uległy zniszczeniu, gdyż już wcześniej były w złym stanie technicznym. W związku z tym Rosjanie postanowili wznieść nową świątynię prawosławną na miejscu zrujnowanych koszar tureckich. 
Projekt soboru przygotował archimandryta Joannicjusz, członek dykasterii duchownej w Kiszyniowie. Zakładał on wzniesienie świątyni z trzema ołtarzami – głównym ku czci Przemienienia Pańskiego i dwoma bocznymi, których wezwania miały upamiętniać dwie zniszczone cerkwie Bender. Budowę obiektu sakralnego rozpoczęto w 1814. Jako pierwszy został oddany do użytku boczny ołtarz św. Mikołaja, po nim – Zaśnięcia Matki Bożej; oba ukończono w 1819. Rok później gotowy był również ołtarz główny Przemienienia Pańskiego. Poświęcenia całego soboru dokonał arcybiskup kiszyniowski i chocimski Dymitr dopiero w 1827, dwa lata po wstawieniu do obiektu zamówionego w Odessie ikonostasu. Z powodu problemów finansowych budowa dzwonnicy soborowej trwała do 1832, a prace dekoratorskie we wnętrzu budynku – do 1840. 

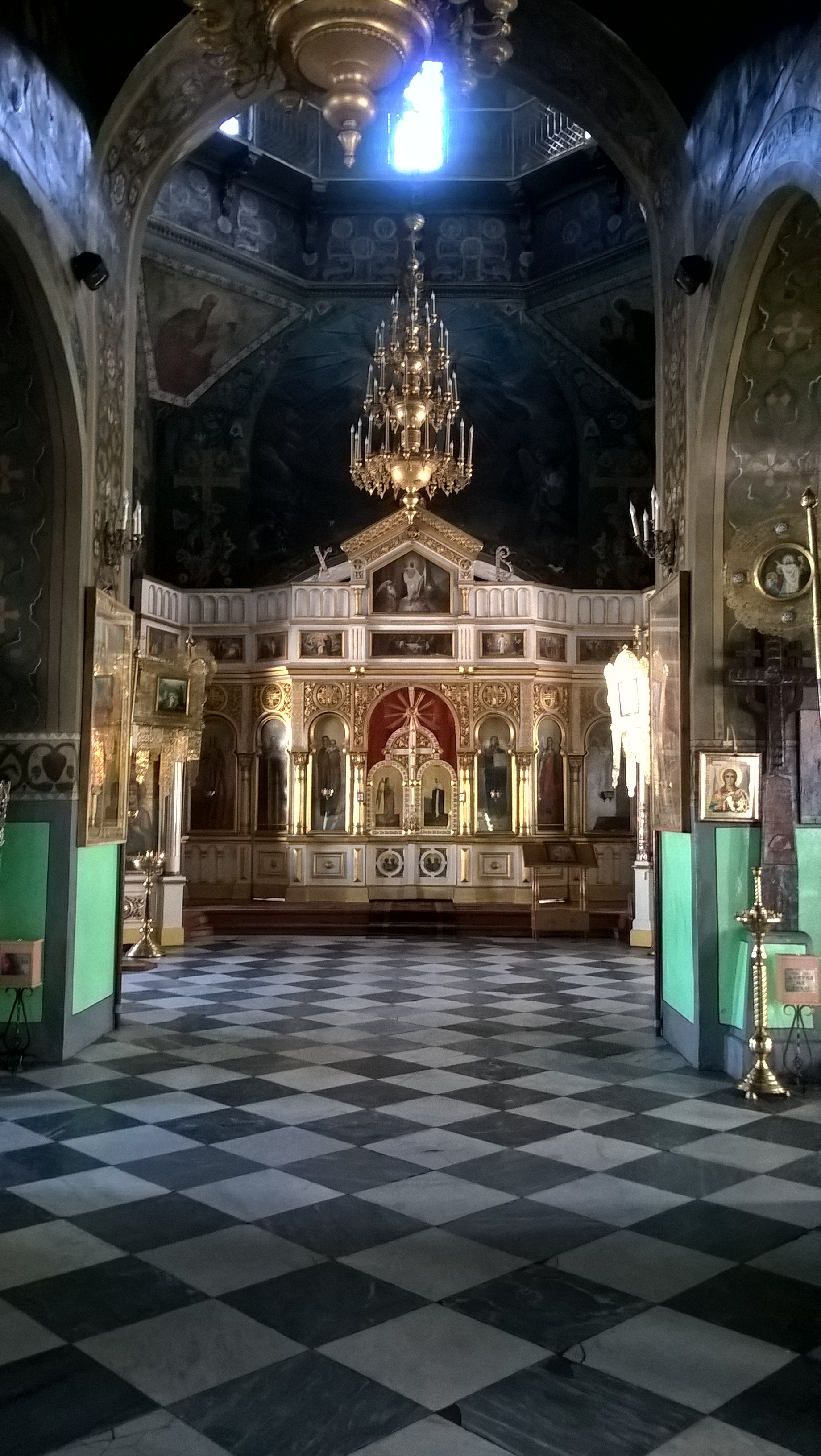
Wnętrze soboru

W latach 30. XX wieku w budynku wykonano nową dekorację malarską. Jej autorem był mołdawski malarz i rzeźbiarz Alexandru Plămădeală z uczniami. W czasie II wojny światowej świątynię poważnie uszkodził ostrzał artyleryjski, podczas którego zniszczeniu uległ ikonostas, ucierpiały również malowidła ścienne i spłonęło archiwum soborowej parafii. Freski Plămădeali zrekonstruowano po zakończeniu II wojny światowej. W miejsce zniszczonego ikonostasu do cerkwi w latach 60. XX wieku wstawiono analogiczną konstrukcję ze zniszczonej cerkwi wojskowej w Benderach. W okresie przynależności Bender do ZSRR sobór Przemienienia Pańskiego był nieprzerwanie czynny.
Podczas bitwy o Bendery w czasie wojny o Naddniestrze 18–21 czerwca 1992 sobór został uszkodzony. W końcu dekady podczas źle przeprowadzonej restauracji zniszczono ocalałe freski Plămădeali.
Sobór był najważniejszą cerkwią prawosławną w Naddniestrzu do otwarcia w 2000 soboru Narodzenia Pańskiego w Tyraspolu.

## Architektura
Sobór został wzniesiony w stylu klasycystycznym z elementami nawiązującymi do tradycji mołdawskiej. Jest świątynią krzyżowo-kopułową. Kształt głównej kopuły świątyni nawiązuje do hełmu wojowników staroruskich.